# Paralaubuca harmandi
Paralaubuca harmandi är en fiskart som beskrevs av Sauvage, 1883. Paralaubuca harmandi ingår i släktet Paralaubuca och familjen karpfiskar. IUCN kategoriserar arten globalt som livskraftig. Inga underarter finns listade i Catalogue of Life.